# 舩本昇竜
舩本 昇竜（ふなもと しょうりゅう）は、日本の作家、教員である。

## 来歴・人物
京都府舞鶴市生まれ。
舞鶴工業高等専門学校電気工学科在籍中に『バックアップ活用テクニック』(現在の『ゲームラボ』、三才ブックス刊)にて連載記事を執筆。
同校卒業後、株式会社満開製作所に入社し、電子出版物としては日本最古の定期刊行誌『月刊電脳倶楽部』の副編集長を務める。その後、株式会社マイギに入社し、WebベースCRM や検索システムの開発を行う傍ら、短期大学の部外講師や各種技術講演・講習等も行っていた。

## 著作

### 連載
- 『バックアップ活用テクニック』（三才ブックス 1989年-1991年）

- 『月刊電脳倶楽部』（満開製作所 1991年-2000年）

### 書籍
- 『プロテクト技術解剖学』（すばる舎 2002年）ISBN 4883992179

- 『コンピュータはどれほど賢いのか—知の可能性を広げるコンピュータ数学への招待』（すばる舎 2003年） ISBN 4883992926

## ディスコグラフィ

### 2000年
- 満開製作所より発売のCD、『Muff & Huff』の収録曲である『夜気幻想』の作詞を務める。